# Bahnstrecke Ajagös–Tacheng
| Ajagös–Tacheng | Ajagös–Tacheng           |
| -------------- | ------------------------ |
| Streckenlänge: | 272 km                   |
| Spurweite:     | 1520 mm (Russische Spur) |
|                |                          |

Die Bahnstrecke Ajagös–Tacheng ist ein grenzüberschreitendes Eisenbahnprojekt, das eine dritte Schienenverbindung zwischen Kasachstan und der Volksrepublik China herstellen soll.

## Geografie
Alle drei Strecken nach China zweigen von der Turkestan-Sibirische Eisenbahn (Turksib) ab. Die beiden bestehenden Strecken, die Bahnstrecke Aqtoghai–Dostyk und die Bahnstrecke Alatau–Korgas zielen auf Ürümqi (Urumtschi). Die neue Strecke wird von der Turksib in Ajagös abzweigen und soll zwischen den Grenzbahnhöfen Bakhty, Kasachstan, und Tacheng (auch: Chuguchak), China, die Grenze queren.

## Technische Parameter
Die Bahnstrecke wird 272 km lang und zweigleisig in der in Kasachstan üblichen russischen Breitspur errichtet. Im Güterverkehr soll sie die Kapazität zwischen China und Kasachstan von 28 Mio. Tonnen auf 48 Mio. Tonnen im Jahr erhöhen und die beiden bestehenden, überlasteten Strecken entlasten. Zur Finanzierung des Projekts wurden Angaben nicht gemacht, ein nicht genannter privater Investor soll beteiligt sein.

## Geschichte
Zwischen 2018 und 2023 hat sich der Container-Verkehr zwischen beiden Ländern mehr als verdreifacht. Baubeginn für die neue Strecke war am 27. November 2023, wobei der offizielle „erste Spatenstich“ erst am 21. Dezember 2023 stattfand. Die Fertigstellung wird für 2027 angestrebt.